# Cleora psychastis
Cleora psychastis là một loài bướm đêm trong họ Geometridae.